# Бреттон-Вудська фінансова конференція (1944)

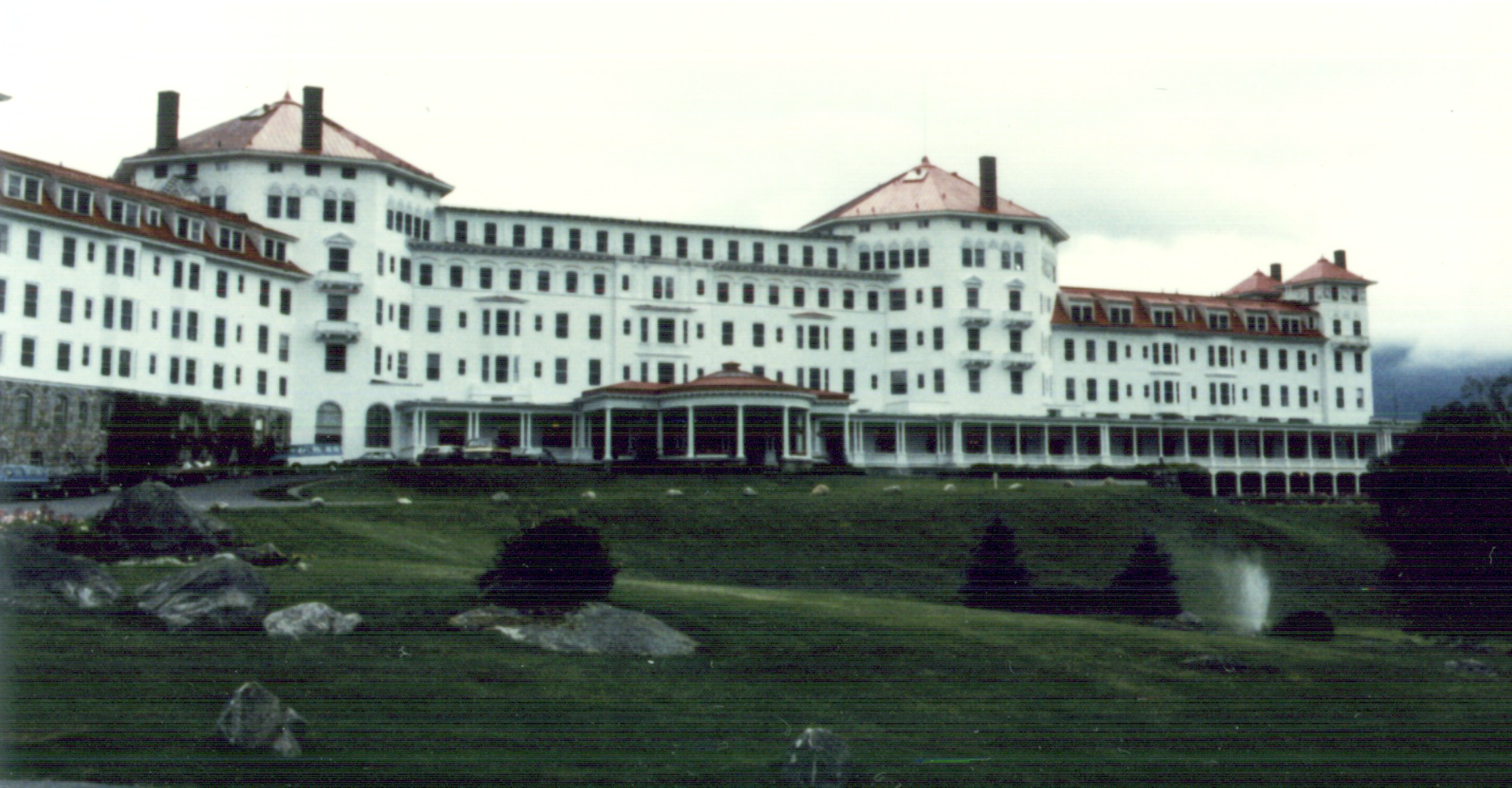
Mount Washington Hotel, місце проведення конференції

Бре́ттон-Ву́дська конфере́нція (офіційна назва — Валютно-фінансова конференція Організації Об'єднаних Націй, англ. The United Nations Monetary and Financial Conference) проходила 1—22 липня 1944 року в місті Бреттон-Вудс, штат Нью-Гемпшир, США.
На конференції були присутні 730 делегатів з 44 держав. Метою конференції було врегулювання міжнародних валютних і фінансових відносин після закінчення Другої світової війни, а також узгодження принципів нової валютної системи.
Друга світова війна призвела до поглиблення кризи Генуезької валютної системи, яка була оформлена міждержавною угодою на Генуезькій міжнародній економічній конференції в 1922 році (золотодевізний стандарт, заснований на золоті і провідних валютах, що конвертуються в золото).
Розробка проекту нової світової валютної системи почалася ще в роки війни, у квітні 1943 року. США прагнули закріпити панівне становище долара у світовій валютній системі, що відбилося в плані Гаррі Декстер Вайта, начальника відділу валютних досліджень Мінфіну США.
В результаті довгих дискусій за планами Гаррі Декстер Вайта і британського економіста Джона Мейнарда Кейнса формально переміг американський проект, хоча кейнсіанські ідеї були також покладені в основу нової фінансової системи.

## Підсумки конференції

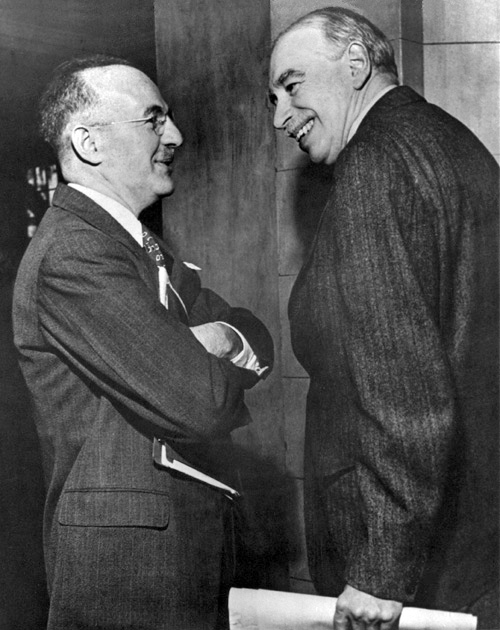
Представник США Гаррі Декстер Вайт і британський представник Джон Мейнард Кейнс

1. Прийнята Бреттон-Вудська валютна система (золотодевізний стандарт, заснований на золоті і двох резервних валютах — долар США і фунт стерлінгів). Бреттон-Вудська угода передбачала:
- збереження золотих паритету валют і фіксація їх у МВФ;
- золото — як міжнародний платіжний і резервний засіб;
- прирівнювання долара до золота (35 дол за 1 тройську унцію, рівну 31,1035 г) і закріплення за ним статусу головної резервної валюти;
- введення взаємної оборотності валют; встановлення режиму фіксованих валютних курсів та інше

2. Створено Міжнародний валютний фонд (МВФ) для надання кредитів в іноземній валюті для покриття дефіциту платіжних балансів з метою підтримки нестабільних валют, контролю над дотриманням принципів світової валютної системи, а також для забезпечення валютного співробітництва країн.
3. Створений Міжнародний банк реконструкції та розвитку (МБРР) — міждержавний інвестиційний інститут.
4. Підписана Генеральна угода з тарифів і торгівлі (ГАТТ).
5. Встановлені правила організації світової торгівлі, валютних, кредитних і фінансових відносин.

## Бреттон-Вудська система в дії
Бреттон-Вудська валютна система повинна була забезпечити стабільність валютних відносин у світі, стабільність валютних курсів і міжнародне валютне співробітництво. Фактично ж вона створила односторонні переваги і вигоди для США, бо забезпечила за доларом США статус загального платіжного засобу та резервної валюти. Долар став базою валютних пріоритетів, переважаючим засобом міжнародних розрахунків, валютних інтервенцій і резервних активів.
Щойно індустріальні країни відновили зруйнований війною потенціал, і Західна Європа та Японія перетворилися у конкурентів США, вибухнула криза цієї системи, що призвела до її поступового розвалу в 1971—1976 роках. У результаті припинився розмін доларів на золото, була відмінена офіційна ціна золота, на зміну фіксованим валютним курсам прийшли плаваючі курси, стався розпад валютних зон.
Формами прояву кризи Бреттон-Вудської валютної системи були: валютна і золота лихоманка; масові девальвації і ревальвації валют; паніка на фондовій біржі; активна інтервенція центральних банків, у тому числі і колективна; активізація національного і міждержавного валютного регулювання.
Бреттон-Вудська валютна система припинила своє існування в 1971 році після підписання Смітсонівскої угоди — міжнародного договору, складеного за ініціативою президента США Річарда Ніксона з метою подолати негативні наслідки Бреттон-Вудської системи.
А в 1976 році угодою країн — членів МВФ була оформлена Ямайська світова валютна система, що прийшла на зміну Бреттон-Вудської.
Установи МВФ та МБРР, створені рішеннями Валютно-фінансової конференції ООН, досі грають ключову роль у розвитку та регулювання світової економіки.
Нарівні з згаданими організаціями, угода ГАТТ також продовжувала грати не менш важливу роль до 1994 року, коли його замінила Світова організація торгівлі (СОТ).